# Presidenti dell'Hockey Club Valdagno
Qui di seguito sono riportati i presidenti dell'Hockey Club Valdagno.

## Lista dei presidenti
Primo presidente della formazione fu Wladimiro Soldà. Dal punto di vista della longevità, il primato spetta alla presidenza di Alberto Libondi con 18 anni (dal 1951 al 1952, dal 1957 al 1962 e dal 1965 al 1976) e poi Dino Repele che si insediò nel 1997 fino al 2011 e che coincidette con l'inizio del periodo di maggior splendore del club. Con Repele alla presidenza il Valdagno vinse uno scudetto e una supercoppa italiana. Il periodo vincente proseguì con Paolo Centomo con la vittoria di altri due scudetti, una coppa Italia e due supercoppe.
- 1938-1940:  Wladimiro Soldà
- 1941-1942:  Luigi Peloso
- 1943-1950:  Carlo Potepan
- 1951-1952:  Alberto Libondi
- 1953-1954:  Pietro Marzotto e Guido Lobbia
- 1955-1956:  Luigi Perin
- 1957-1962:  Alberto Libondi
- 1963-1964:  Ottone Menato
- 1965-1976:  Alberto Libondi
- 1977-1978:  Giancarlo Fontana

- 1979-1982:  Wladimiro Cavalli
- 1983-1985:  Italo Chiesa
- 1986-1991:  Marino Canale
- 1992-1996:  Paolo Centomo
- 1997-2011:  Dino Repele
- 2011-2013:  Paolo Centomo
- 2013-2020:  Domenico Cracco
- 2020-2023:  Giancarlo Sandri
- Dal 2023:  Giovanni Martini

### Titoli vinti
Segue l'elenco dei presidenti con i trofei ufficiali vinti alla guida dell'Hockey Club Valdagno.
| Nome            | Campionati italiani | Coppe Italia | Supercoppe italiane | Totale |
| --------------- | ------------------- | ------------ | ------------------- | ------ |
| Paolo Centomo   | 2                   | 2            | 2                   | 5      |
| Dino Repele     | 1                   |              | 1                   | 2      |
| Domenico Cracco |                     | 1            |                     | 1      |
| Totale          | 3                   | 2            | 3                   | 8      |